# Daiquiri

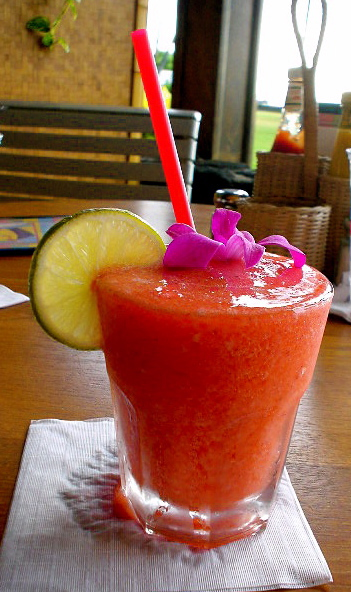
Jordgubbsdaiquiri

Daiquiri (spanska: daiquirí) är en klassisk romdrink baserad på rom, lime och sockerlag. Den sägs vara skapad när The Daiquiri Mining Company i Kuba serverade denna drink till en grupp viktiga affärsgäster. Då de inte hade mer att bjuda på än rom och lime, gjorde de en cocktail baserat på dessa tillsammans med socker för att balansera limesmaken. Drinken blev en succé och har varit en av de mest populära romdrinkarna sedan dess. Drinken sägs ha skapats på den kubanska krogen La Floridita i Havanna. Kända daiquirikonässörer är F. Scott Fitzgerald och Ernest Hemingway.

## Varianter
En mycket vanlig variant av daiquiri är frozen daiquiri. I en frozen daiquiri ingår utöver rom, lime och sockerlag även krossad is och någon sorts frukt eller bär, oftast jordgubbar. Drinken blandas tillsammans med isen i en mixer tills isen är pulveriserad och drinken är nästan helt slät. Den kan liknas vid en alkoholhaltig smoothie.